# Dolichaspis simulatrix
Dolichaspis simulatrix là một loài bọ cánh cứng trong họ Cerambycidae.